# Christoph Sietzen
Christoph Sietzen (* 11. September 1992 in Salzburg, Österreich) ist ein luxemburgischer Marimbaspieler. Seit 2014 ist er Dozent für Marimba und Schlagwerk an der Universität für Musik und darstellende Kunst in Wien.

## Karriere
Christoph Sietzen studierte Marimba bei Bogdan Bacanu sowie Schlagwerk bei Leonhard Schmidinger und Josef Gumpinger an der Anton Bruckner Privatuniversität in Linz und schloss dort sein Studium mit Auszeichnung ab. Bereits mit zwölf Jahren gab er sein Debüt bei den Salzburger Festspielen. Mit 22 Jahren begann er, an der Universität für Musik und darstellende Kunst Wien zu unterrichten. Im April 2015 wurde Christoph Sietzen für seine herausragenden Leistungen vom oberösterreichischen Landeshauptmann Josef Pühringer ausgezeichnet, außerdem ist er Preisträger des internationalen Musikwettbewerbs der ARD sowie Rising Star der European Concert Hall Organisation.
Sietzen ist Endorser des holländischen Instrumentenbauers Adams Musical Instruments. Der Komponist Alexander Müllenbach (Luxemburg) widmete ihm ein Werk.
2023 wurde er als Professor für Schlagwerk ab Oktober 2023 an die Anton Bruckner Privatuniversität berufen.

## Diskografie
- Johann Sebastian Bach, BWV 1060, 1061, 1062. Konzerte für 2 Cembali bearbeitet für 4 Marimbas und Barockorchester. Mit u. a. Emiko Uchiyama, Vladimir Petrov, Peter Sadlo (Dirigent), Salzburg Barock (Orchester) (Classic Concert Records; 2009)
- Aurora Borealis. Mit : Emiko Uchiyama, Vladimir Petrov (Classic Concert Records; 2009)
- Senza Ripieno. Werke von Johann Sebastian Bach, Gaspard Le Roux und Johann Mattheson (Classic Concert Records; 2011)
- Loco (Genuin Classics; 2016)
- Lauda Concertata. Werke von Emmanuel Séjourné und Akira Ifukube (Genuin Classics)